# John Howard Dellinger
John Howard Dellinger (3 de julio de 1886 - 28 de diciembre de 1962) fue un ingeniero de telecomunicaciones estadounidense conocido por descubrir las fulguraciones solares causantes del debilitamiento de las ondas cortas de radio (el denominado efecto Dellinger).

## Semblanza
Dellinger nació en Cleveland (Ohio). Asistió primero a la Universidad Case Western Reserve, y en 1908 obtuvo su graduación en la Universidad George Washington, y en 1913 recibió su doctorado de la Universidad de Princeton. Entre 1907 y 1948 Dellinger trabajó en la Agencia Nacional de Estándares como físico; fue jefe de la sección radiofónica; y jefe del Laboratorio Central de Propagación Radiofónica. De 1928 a 1929 sirvió como ingeniero jefe de la Comisión Radiofónica Federal, y también como representante del Departamento de Comercio de los Estados Unidos en el Comité Asesor Radiofónico (1922–1948).
Nombrado vicepresidente de la Unión Radiofónica Científica Internacional en 1934, fue presidente de la Comisión Técnica Radiofónica para la Aeronáutica en 1941, presidente de la Comisión Técnica Radiofónica para Servicios Marinos en 1947, y presidente del Grupo de Estudio 6 sobre la Propagación Radiofónica del Comité Consultivo Radiofónico Internacional en 1950.
En 1932 Dellinger fue galardonado con el doctorado por la Universidad George Washington, y en 1938 con la Medalla de Honor de la IEEE "por sus contribuciones al desarrollo de estándares y medidas radiofónicos, sus investigaciones y descubrimientos de la relación entre la propagación de las ondas radiofónicas y otros fenómenos naturales, y su liderazgo en las conferencias internacionales que contribuyen a una amplia cooperación mundial en telecomunicaciones".

## Eponimia
- El cráter lunar Dellinger lleva este nombre en su honor.